# Бетті Буп
Бетті Буп (англ. Betty Boop) — персонаж мальованої анімації Макса Флейшера, легковажна, проте смілива дівчина-модниця, що регулярно потрапляє в різні пригоди. В 1932—1939 роках Paramount Pictures випустила 99 короткометражних чорно-білих мультфільмів про Бетті на різну тематику. На початку образ Бетті відрізнявся неприкритою сексуальністю, що привертало глядачів, але зумовило його зміну через цензуру на більш поміркований, після чого популярність Бетті Буп знизилась. Відтоді вона періодично з'являється в фільмах та рекламі як секс-символ 1930-х.

## Образ
В образі Бетті Буп поєднуються риси дитини та молодої сексуальної жінки. Її вік оцінюється в 13-16 років, але з часом Флейшер постановив, що їй «завжди 16». В неї велика голова, очі з виразними віями, тонкі брови, чорне волосся, зачіска в стилі гарсон з окремими кучерями, великі круглі сережки. Колір очей згадувався в фільмах як синій, втім, сучасні описи називають його світло-зеленим. Губи напомаджені, «бантиком», невиражене підборіддя. В класичному ранньому варіанті її тонку талію та широкі стегна підкреслює коротка чорна сукня. В Бетті тонкий дитячий голос. Вона характеризується як «фіфа» — легковажна, кричуще одягнена дівчина, що регулярно потрапляє в різні пригоди, але завдяки своїй привабливості вибирається з них. В пізніших творах Бетті постає як жінка-одиначка — домогосподарка, вчителька тощо, котра носить відповідний закритий одяг.
Дитяча версія Бетті Буп зветься Бейбі Буп. Її батьки, судячи з мультфільмів, євреї. У неї є дідусь Ґрампі та песик Бімбо (в сучасних версіях його звати Паджі). Крім того, згадуються її численні родичі й діти, але вони не мають значної ролі. Так, в епізоді «Baby be good», у Бетті маленький хлопчик, хоча чи він її дитина — залишається незрозумілим. Бетті виховує і навчає його бути добрим і чемним.

## Розвиток образу

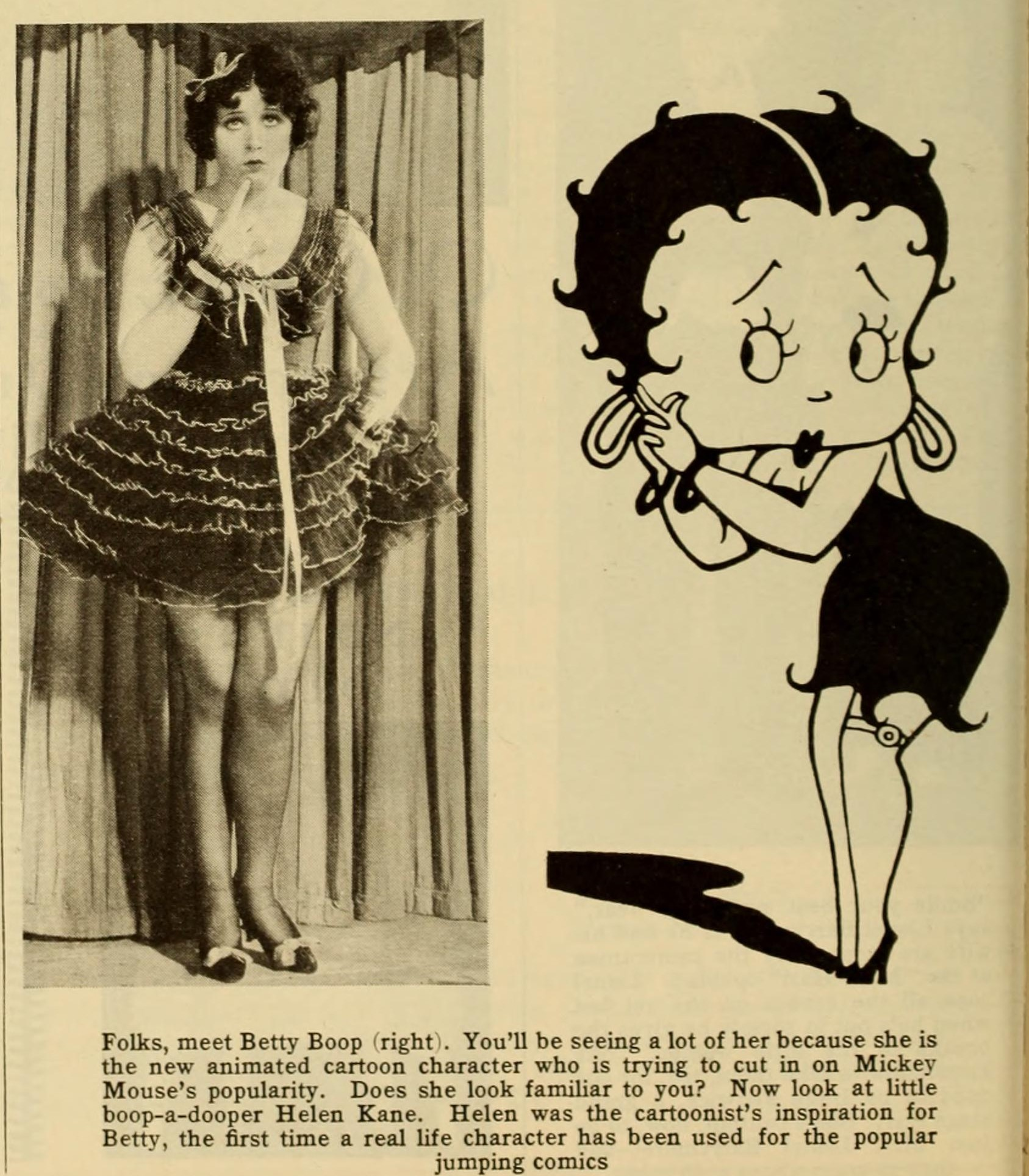
Гелен Кейн і Бетті Буп

Попередницею Бетті Буп був персонаж — антропоморфна собака, що вперше з'явилася 9 серпня 1930 року в мультфільмі «Dizzy Dishes» із серії «Talkartoon» Макса Флейшера. Провідний аніматор Грім Нетвік зобразив там співачку-пуделя, що співом пародіювала Гелен Кейн, а виглядом — Клару Боу, і вже мала основні риси Бетті.
У 1932 році Нетвік зробив її людиною, але в десяти перших фільмах Бетті виступала другорядним персонажем під іменами Ненсі Лі, Нен Макгрю або була безіменною. З-поміж цих десяти фільмів два були кольоровими й вони лишаються єдиними такими фільмами з Бетті. Дейв Флейшер, брат Макса, допрацював образ, підкресливши її сексуальність. З випуском короткометражки «Minnie the Moocher», в якій співали Кеб Келловей і його оркестр, усталилось ім'я персонажа — Бетті Буп. Це ім'я походить від приспівки «буп-буп-і-дуп» Гелен Кейн з популярної свого часу пісні «That's My Weakness Now». Після закінчення «Talkartoon» почався випуск нової серії — «Betty Boop», що налічує 90 фільмів. Озвучувала Бетті актриса Мае Кастель. Також Кастель і Бонні По самі двічі поставали в образі Бетті Буп.
Гелен Кейн в травні 1932 року подала на студію Флейшера та Paramount Publix Corporation (якій належала студія, на яку працювала Гелен) позов до суду, вимагаючи відшкодування в $250 000 за пародіювання її сценічного образу. Проте їй не вдалося довести, що образ та характерна приспівка були оригінальними.

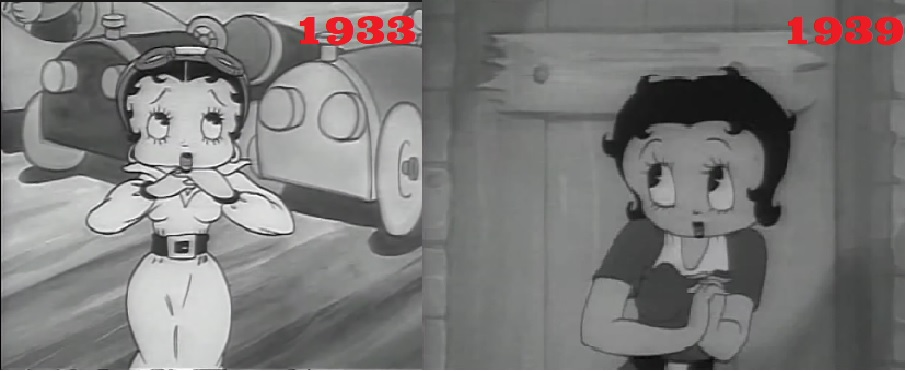
Зміна дизайну Бетті

У 1934 вступив в дію Кодекс Гейза, котрий обмежував перелік тем і образів, дозволених у кіно. Образ Бетті не відповідав його правилам, тому сукню Бетті було подовжено і сховано відкрите декольте. Видавалися комікси про Бетті Буп, пізніше перевидані у 2015. З другої половини 1930-х — до фільмів з Бетті вводилися нові персонажі (в тому числі Моряк Попай), але популярність персонажа стрімко падала. В 1939 вона перестала фігурувати в анімації.
Короткі появи Бетті відбулися в короткометражках «Романс Бетті Буп» (1985) і «Кінотаємниця Бетті Буп» (1989). Наступна значна поява Бетті відбулася в фільмі «Хто підставив кролика Роджера» (1988), де її знову озвучила Мае Кастель. Бетті була зображена в чорно-білих кольорах та зауважувала, що кольорова анімація лишила її на узбіччі кінематографа. Також дівчина, в образі якої вбачається Бетті Буп (але білявка), фігурує в фільмі «Хто ця дівчина» (1987).
Син Марка Флейшера, Річард Флейшер, планував випустити в 1993 анімаційний фільм про Бетті, але задум лишився нереалізованим, так само як і анімаційний серіал в 1996 та 2014. Образ Бетті було використано в кількох відеоіграх та на слотових автоматах, однак це не повернуло їй популярності.
Бетті Буп як образ повернулася у 2017 році, коли вона з'явилася в журналі «Elle» в осучасненому образі, втіленому Енн Руфін. Під брендом «Betty Boop» виробляється одяг та аксесуари.